# Frank Bridge

Bridge em 1921

Frank Bridge (26 de fevereiro de 1879; 10 de janeiro de 1941) foi um compositor, violista e maestro inglês.

## Vida

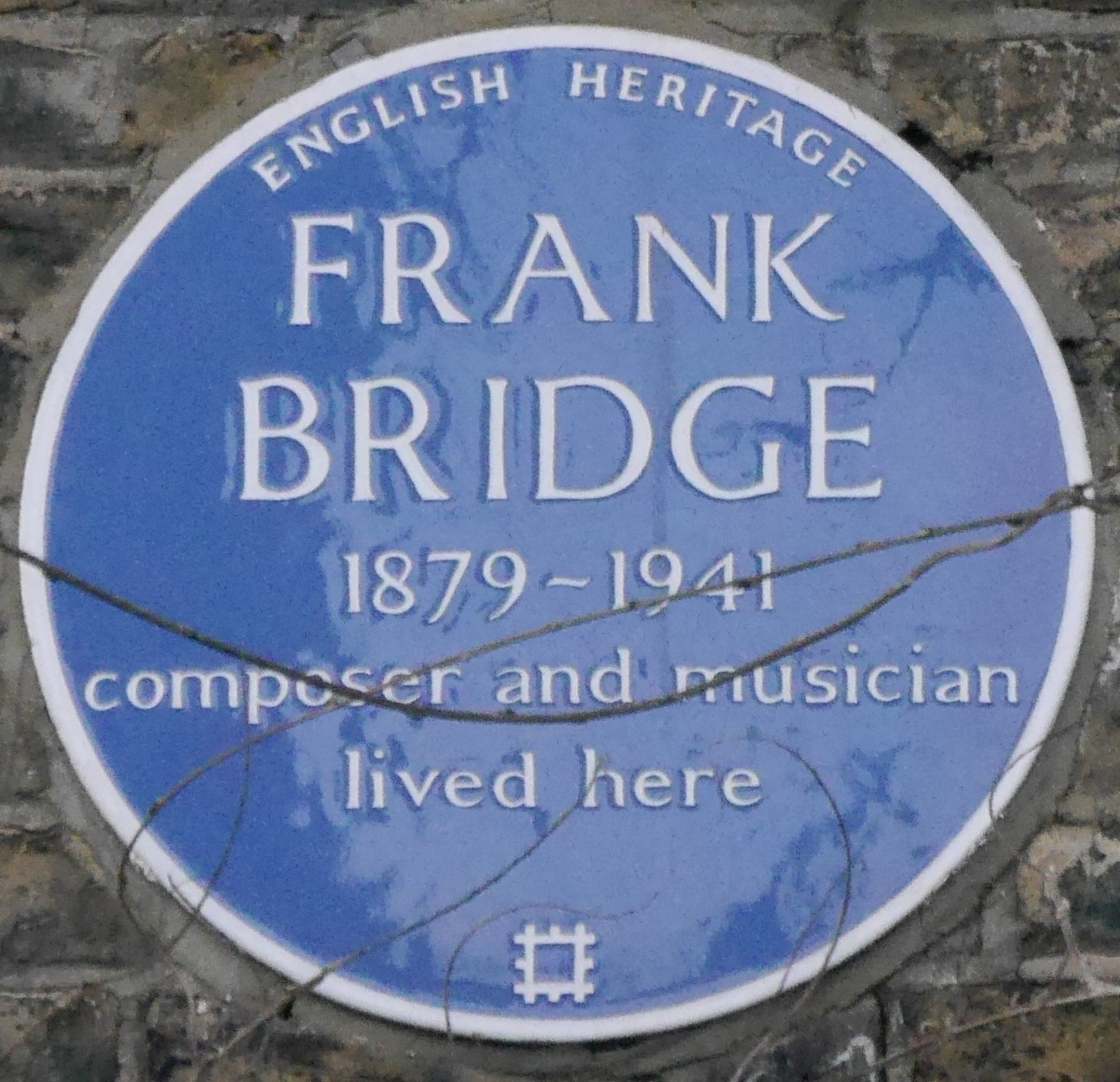
Placa azul, 4 Bedford Gardens, Kensington, Londres

Bridge nasceu em Brighton, o nono filho de William Henry Bridge (1845–1928), professor de violino e maestro de teatro de variedades, anteriormente mestre litógrafo de uma família de sapateiros, e sua segunda esposa, Elizabeth (née Warbrick; 1849–1899). Seu pai "governava a casa com mão de ferro" e insistia que o filho passasse longas horas praticando violino; quando Frank se tornou suficientemente habilidoso, tocava nas orquestras de seu pai, regendo em sua ausência, além de arranjar música e substituir outros instrumentistas. Estudou no Royal College of Music em Londres de 1899 a 1903, sob orientação de Charles Villiers Stanford e outros. Tocou em vários quartetos de cordas, incluindo o segundo violino no Quarteto Grimson e a viola no English String Quartet (ao lado de Marjorie Hayward). Também regia, às vezes substituindo Henry Wood, antes de se dedicar à composição, recebendo o patrocínio de Elizabeth Sprague Coolidge.
Segundo Benjamin Britten, Bridge tinha fortes convicções pacifistas e ficou profundamente perturbado com a Primeira Guerra Mundial, embora a extensão de seu pacifismo tenha sido questionada na década de 2010. Durante a guerra e imediatamente depois, Bridge escreveu várias peças pastorais e elegíacas que parecem buscar consolo espiritual; entre as principais estão o Lamento para cordas, Verão para orquestra, Uma Oração para coro e orquestra e uma série de obras pastorais para piano. O Lamento (para Catherine, 9 anos "Lusitania" 1915), para orquestra de cordas, foi escrito em memória do naufrágio do RMS Lusitania. A peça foi estreada pela New Queen's Hall Orchestra em 15 de setembro nos BBC Proms de 1915 como parte de um programa de "Música popular italiana"; o Lamento foi regido pelo compositor, enquanto o resto foi regido por Henry Wood.
Bridge deu aulas particulares a Benjamin Britten, que mais tarde defendeu a música de seu professor e lhe prestou homenagem em Variações sobre um Tema de Frank Bridge (1937), baseado em um tema do segundo dos Três Idílios para Quarteto de Cordas (1906) de Bridge. No entanto, Bridge não era muito ativo como professor de composição, e seu estilo de ensino era pouco convencional — parecia focar em questões estéticas, escrita idiomática e clareza, em vez de treinamento técnico exaustivo. Britten falou muito bem de seu ensino, dizendo famosamente em 1963 que ainda sentia não ter "atingido os padrões técnicos" que Bridge lhe havia estabelecido. Quando Britten partiu para os Estados Unidos com Peter Pears em 1939, Bridge entregou a Britten sua viola Giussani e desejou-lhe "boa viagem e bom retorno"; Bridge morreu em 1941 sem nunca mais ver Britten.

## Música
As primeiras obras existentes são uma série de obras de câmara substanciais produzidas durante seus estudos com C. V. Stanford no Royal College of Music, junto com várias obras curtas em diversos gêneros. Bridge completou sua primeira partitura orquestral importante, um Poema Sinfônico (às vezes referido como Mid of the Night), pouco após concluir seus estudos. Brahms, Beethoven, Tchaikovsky, Franck e Fauré são influências notáveis nesse período.
As obras completadas nos anos seguintes sugerem uma busca por um idioma mais maduro e expressivo, culminando no turbulento Primeiro Quarteto de Cordas e uma série de Fantasias para conjuntos de câmara. Seu idioma orquestral desenvolveu-se mais gradualmente, atingindo uma nova maturidade em O Mar de 1911, que se tornaria sua obra orquestral mais popular e bem-sucedida, recebendo frequentes performances nos Concertos Promenade de Henry Wood durante sua vida.
No período que antecedeu a Primeira Guerra Mundial, Bridge demonstrou interesse por tendências mais modernistas, principalmente no Poema de Dança de 1913, que sugere a influência de Stravinsky e Debussy. Durante o período da guerra, sua exploração geralmente assumiu formas mais moderadas– vezes um pastoralismo influenciado pelo impressionismo– obras como os Dois Poemas para orquestra e várias peças para piano apresentem desenvolvimentos significativos em sua linguagem harmônica, especificamente em direção a um uso colorístico e não funcional da harmonia, e uma preferência por harmonia derivada de escalas simétricas, como a escala de tons inteiros e a escala octatônica. No mesmo período, Bridge completou duas de suas obras de câmara mais bem-sucedidas, o Segundo Quarteto de Cordas e a Sonata para Violoncelo.
O idioma de Bridge nas obras de guerra tende à moderação, mas após a guerra sua linguagem desenvolveu-se significativamente, baseando-se nos experimentos com harmonia impressionista encontrados na música para piano e orquestral do período de guerra. As ambições técnicas de Bridge (documentadas em sua correspondência) levaram-no a tentar obras mais complexas e extensas, com elementos harmônicos mais avançados e trabalho motívico. Várias das obras resultantes têm conexões expressivas com a Primeira Guerra Mundial, que parece ter influenciado o clima da Sonata para Piano (1921–24, dedicada a seu amigo Ernest Farrar, morto em 1918) e certamente Oração (1929–30).
Durante a década de 1920, Bridge perseguiu suas ambições de escrever obras mais sérias e substanciais. A Sonata para Piano foi a primeira grande obra a mostrar sua linguagem madura e pós-tonal em grande escala. Essa linguagem é desenvolvida e usada com mais eficácia no Terceiro Quarteto de Cordas, que desencadeou uma série de grandes obras orquestrais e de câmara, várias das quais estão entre as maiores de Bridge.
Um grupo final de obras surgiu na década de 1930 e início dos anos 40, incluindo o Quarto Quarteto de Cordas, Fantasma para piano e orquestra, Oração para violoncelo e orquestra, a Abertura Rebus e o primeiro movimento de uma Sinfonia projetada para cordas.
Embora não fosse organista nem estivesse pessoalmente associado à música da Igreja Inglesa, suas peças curtas para órgão estão entre as mais executadas de toda a sua produção.
Bridge ficou frustrado por suas obras posteriores serem amplamente ignoradas, enquanto suas obras "eduardianas" anteriores continuavam a receber atenção.